# Jüdischer Friedhof (Besançon)
Der Jüdische Friedhof in Besançon, einer französischen Stadt im Département Doubs, wurde Ende des 18. Jahrhunderts angelegt. Er ist der einzige jüdische Friedhof im Département.

## Geschichte
Der jüdische Friedhof von Besançon befindet sich in der Anne-Frank-Straße, im Nordwesten der Stadt zwischen den Stadtteilen Bregille und Palente. Der älteste Teil des Friedhofs wurde von Nathan Lippmann und Pierre Picard, zwei Standespersonen der jüdischen Gemeinde von Besançon, im Jahre 1796 angelegt. 1839 wurde der Friedhof erweitert.
Die ältesten Grabsteine des Friedhofs datieren von 1849, während auch heute noch viele neue Gräber angelegt werden. Am Eingang des Friedhofs erinnert ein Kriegerdenkmal an die Mitglieder der jüdischen Gemeinde von Besançon, die während des Ersten Weltkrieges getötet wurden. 
Heute beherbergt der jüdische Friedhof von Besançon zwischen 500 und 1000 Gräber auf einer Fläche von etwa 700 m².

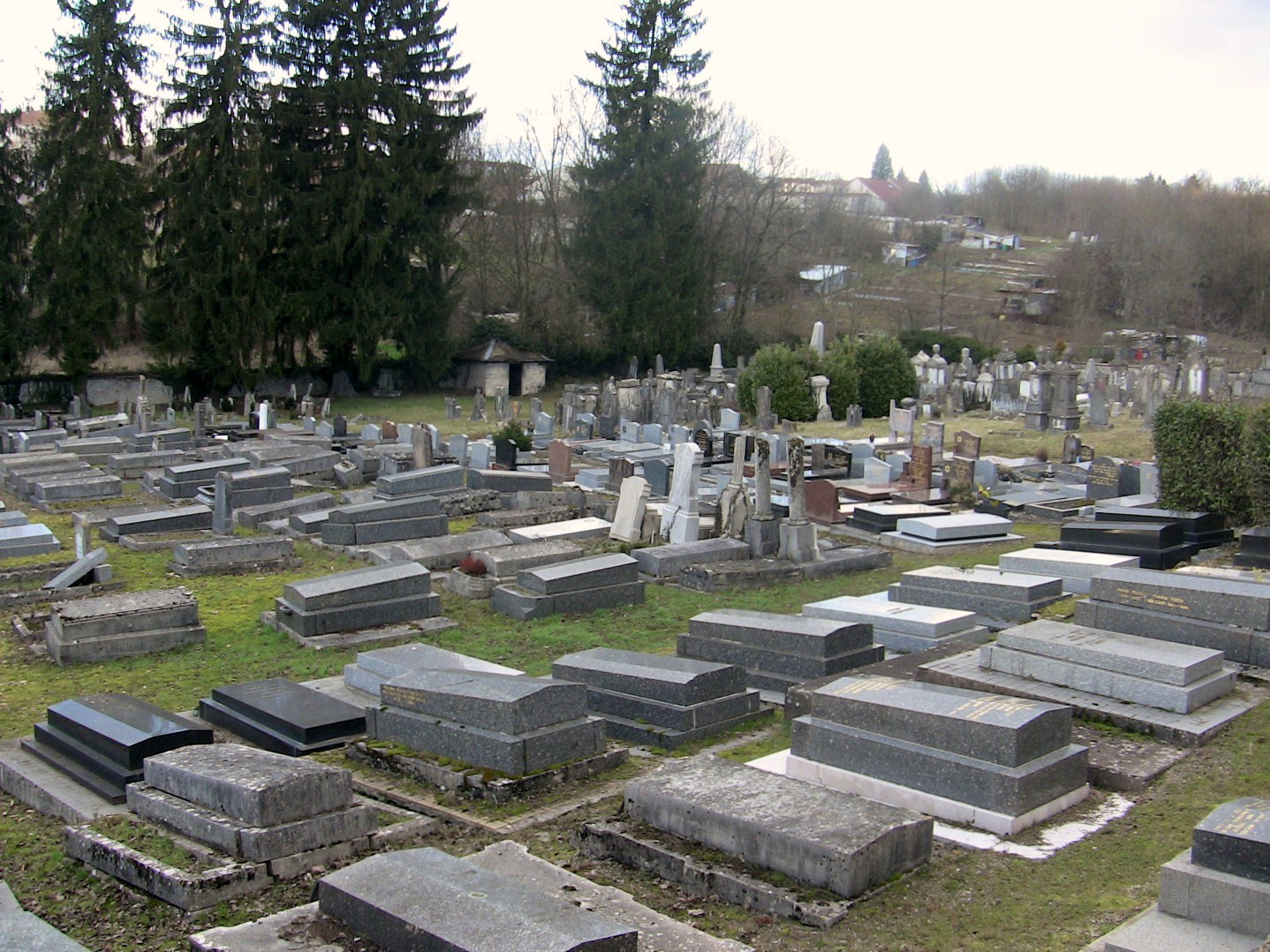
Überblick über den Friedhof
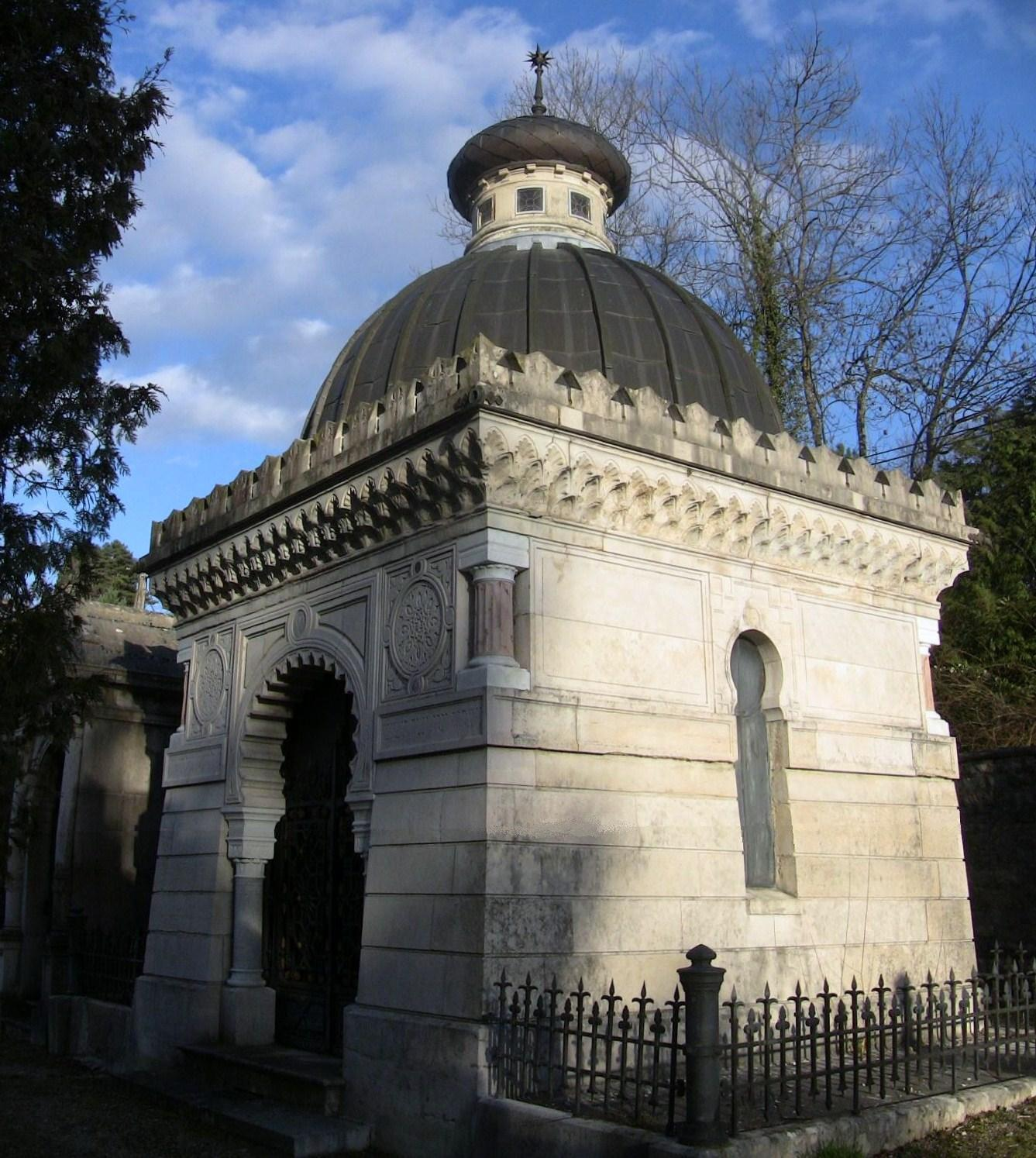
Mausoleum
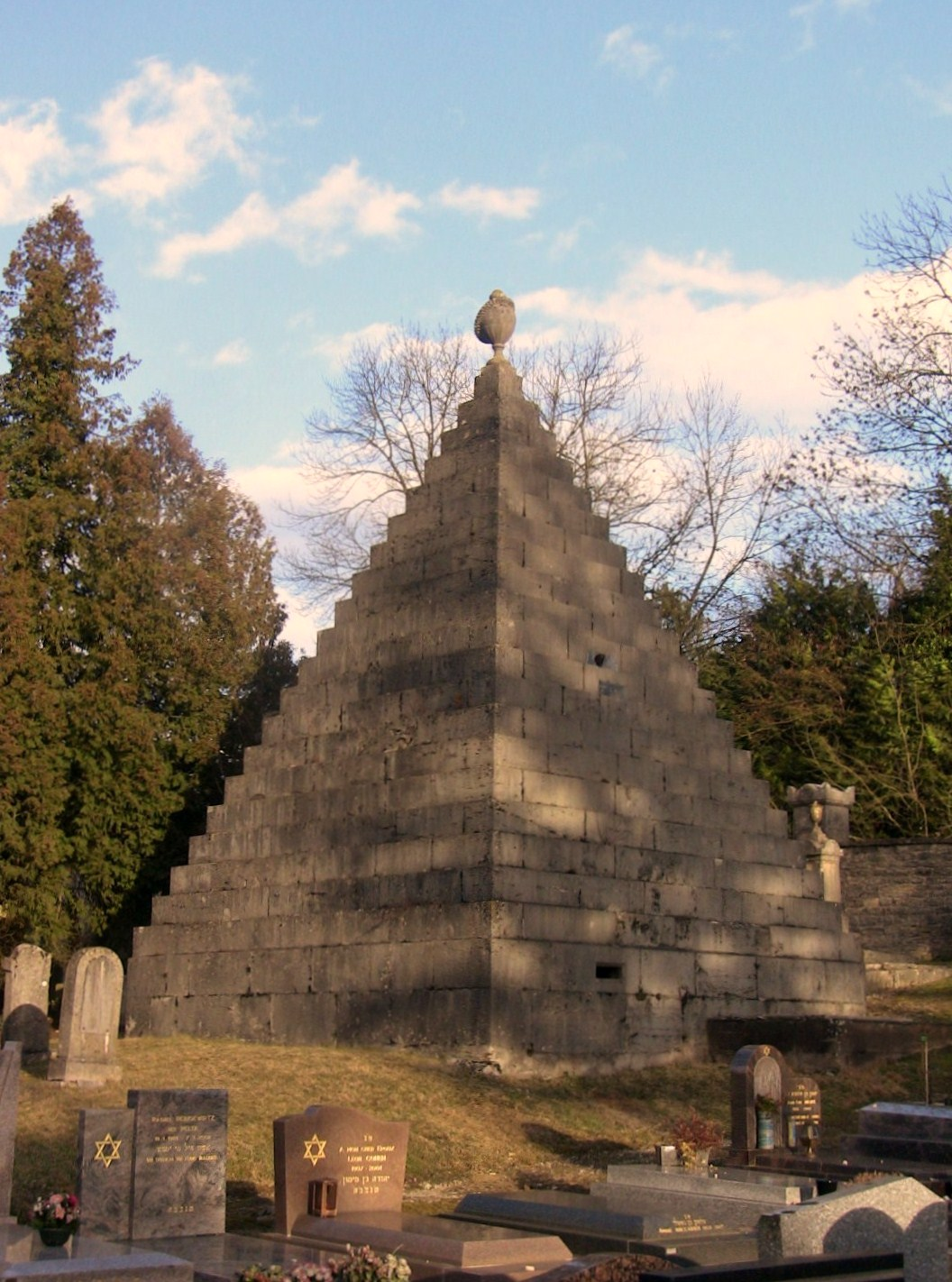
Pyramidenförmiges Grabmal
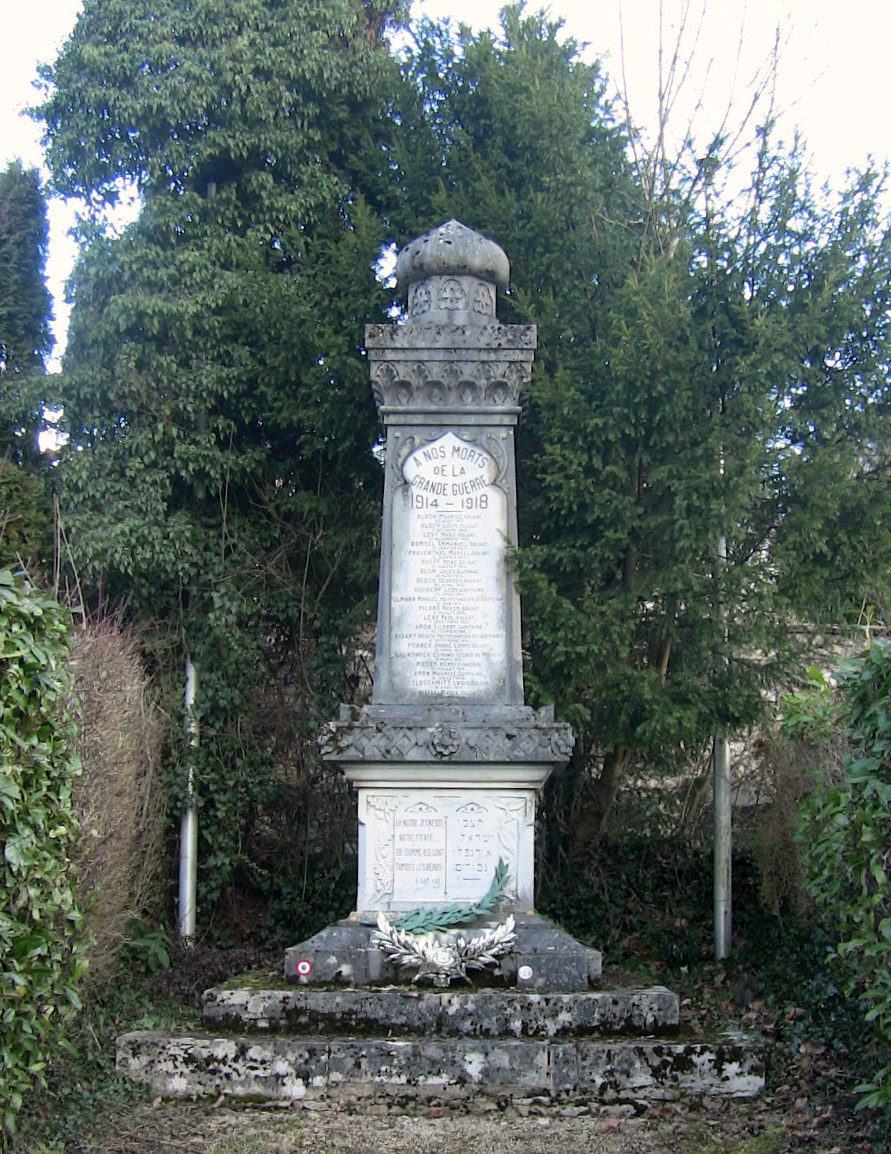
Kriegerdenkmal
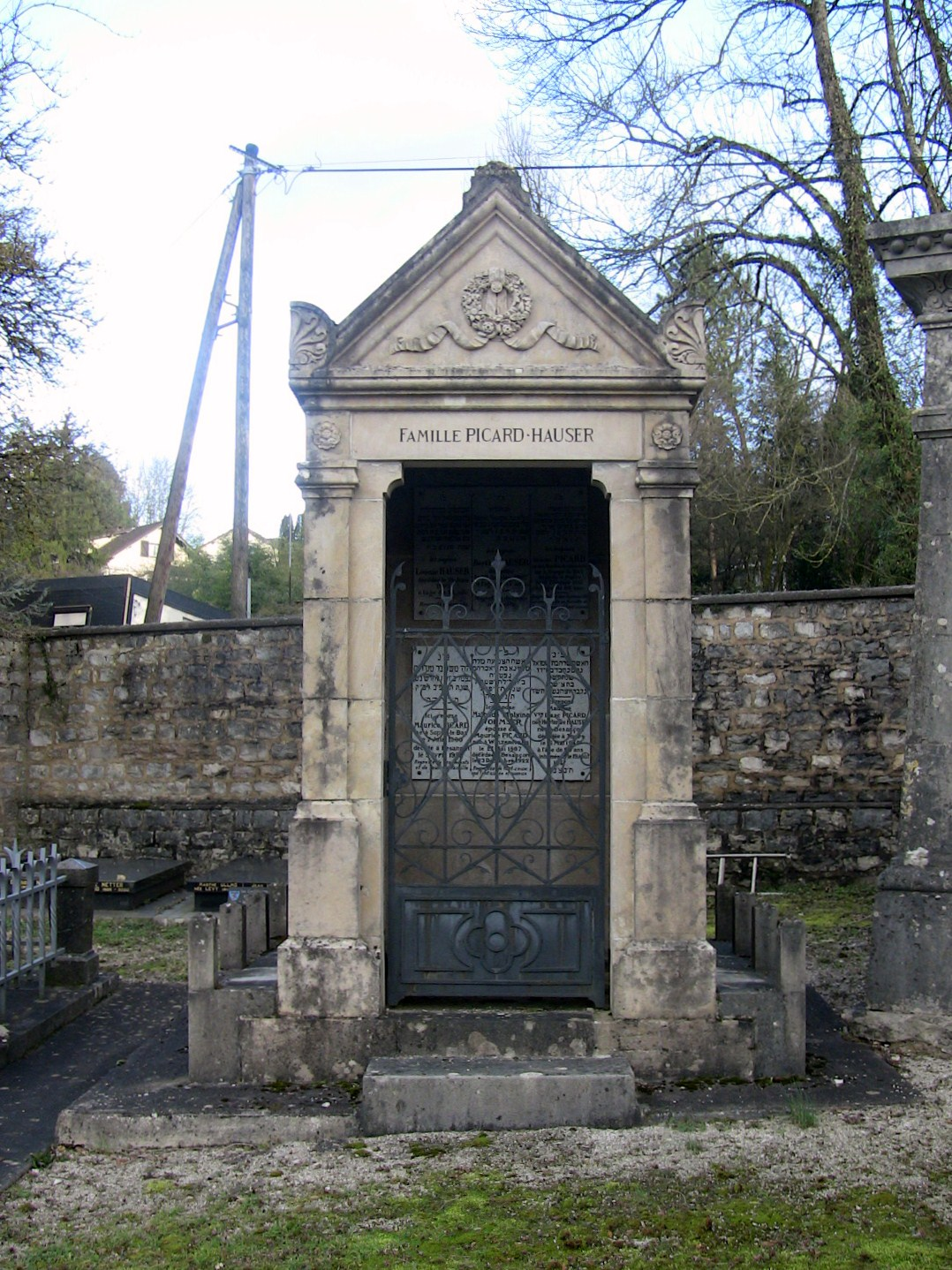
Grabmal der Familie Hauser
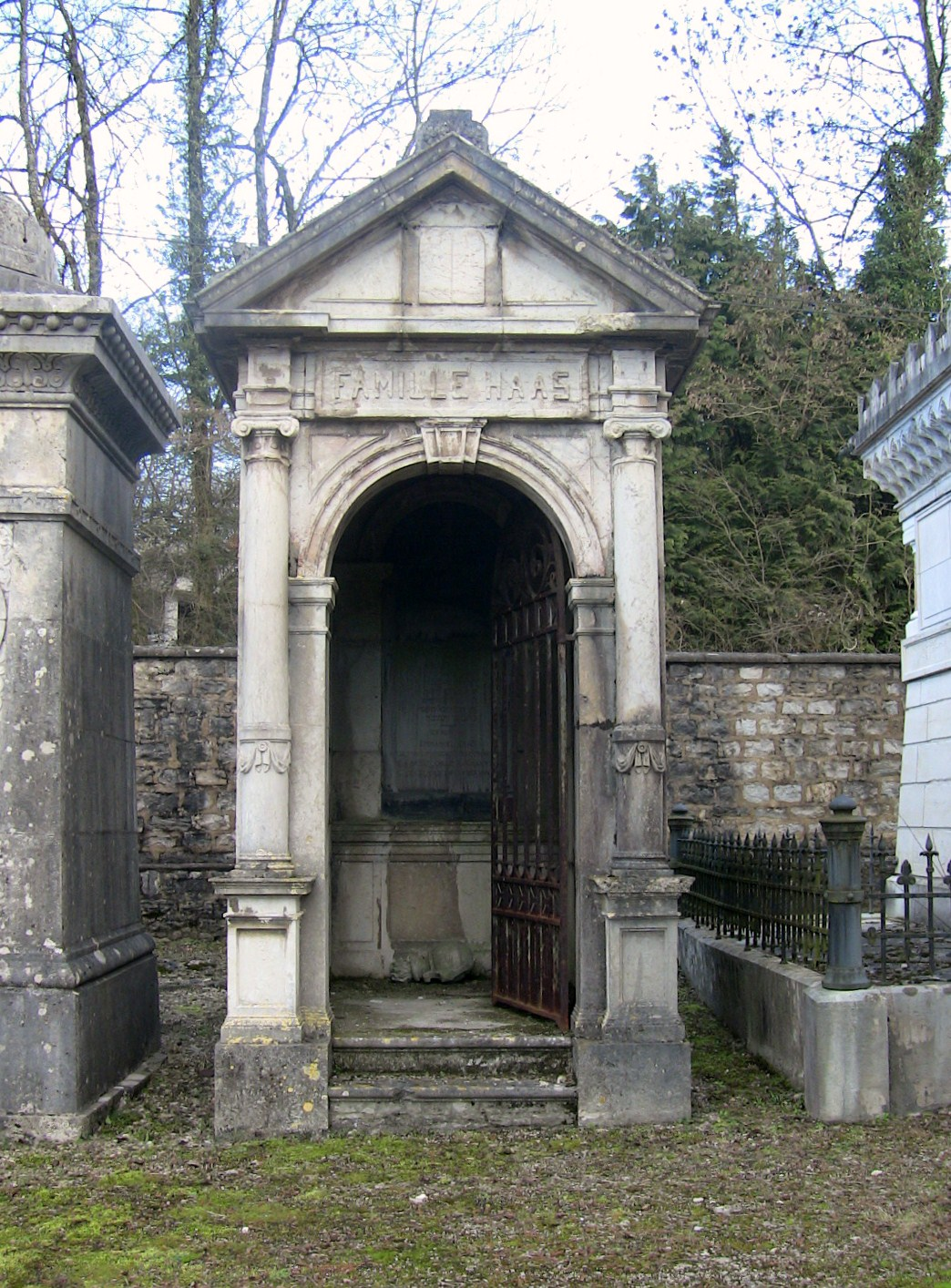
Grabmal der Familie Haas